# Copa do Mundo de Rugby Union de 1999

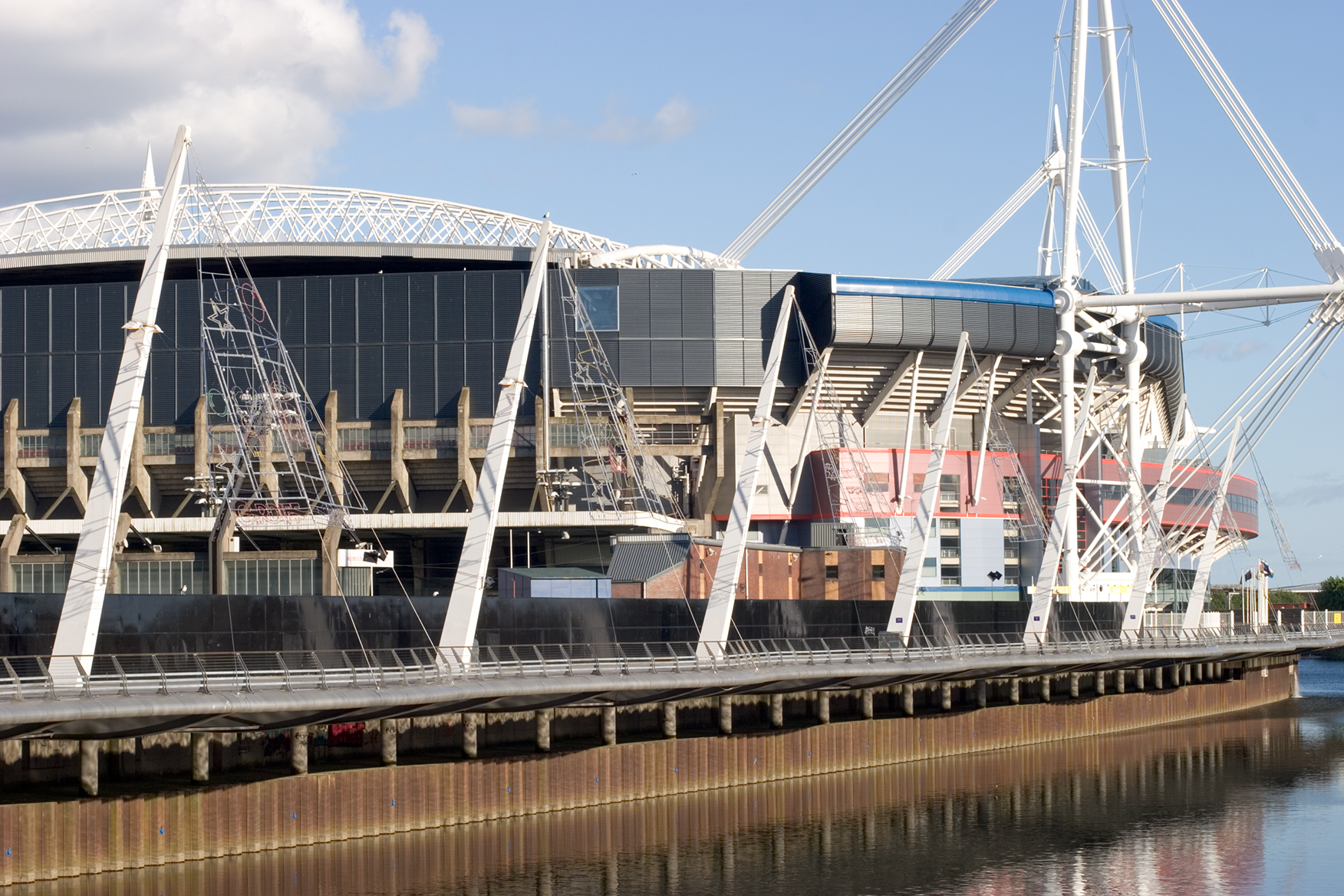
O Cardiff Millenium Stadium.

A Copa do Mundo de Rugby Union de 1999 realizada no País de Gales foi a quarta edição do torneio. Ela foi realizada entre os dias 1 de outubro e 6 de novembro e teve a participação de 20 países divididos em 5 grupos de 4 componentes cada.

## Estádios
| Cidade       | Estádio                  | Capacidade |
| ------------ | ------------------------ | ---------- |
| Saint-Denis  | Stade de France          | 80,000     |
| Londres      | Twickenham Stadium       | 75,000     |
| Cardiff      | Millennium Stadium       | 74,500     |
| Edinburgo    | Murrayfield Stadium      | 67,500     |
| Glasgow      | Hampden Park             | 52,500     |
| Dublin       | Lansdowne Road           | 49,250     |
| Lens         | Stade Félix Bollaert     | 41,800     |
| Bordeaux     | Parc Lescure             | 34,327     |
| Huddersfield | McAlpine Stadium         | 28,000     |
| Toulouse     | Stade de Toulouse        | 27,000     |
| Béziers      | Stade de la Méditerranée | 25,000     |
| Bristol      | Ashton Gate Stadium      | 21,500     |
| Leicester    | Welford Road Stadium     | 16,500     |
| Wrexham      | Racecourse Ground        | 15,500     |
| Limerick     | Thomond Park             | 13,500     |
| Belfast      | Ravenhill Stadium        | 12,500     |
| Llanelli     | Stradey Park             | 10,800     |
| Galashiels   | Netherdale               | 6,000      |

## Países participantes

### Por continente
| África                    | Américas                                        | Ásia    | Europa                                                                                 | Oceania                                            |
| ------------------------- | ----------------------------------------------- | ------- | -------------------------------------------------------------------------------------- | -------------------------------------------------- |
| - África do Sul - Namíbia | - Argentina - Canadá - Estados Unidos - Uruguai | - Japão | - Escócia - Espanha - França - Inglaterra - Irlanda - Itália - País de Gales - Romênia | - Austrália - Fiji - Nova Zelândia - Samoa - Tonga |

### Por grupo
| Grupo A                                       | Grupo B                                       | Grupo C                            | Grupo D                                     | Grupo E                                          |
| --------------------------------------------- | --------------------------------------------- | ---------------------------------- | ------------------------------------------- | ------------------------------------------------ |
| - África do Sul - Escócia - Uruguai - Espanha | - Nova Zelândia - Inglaterra - Tonga - Itália | - França - Fiji - Canadá - Namíbia | - País de Gales - Argentina - Samoa - Japão | - Austrália - Irlanda - Romênia - Estados Unidos |

Os 20 times foram divididos em 5 grupos de 4 equipes.

Os vencedores de cada grupo avançam diretamente para as quartas de final.

As cinco segundas colocadas, e a melhor terceira colocada jogaram repescagem para adicionar-se as outras 5 equipes nas quartas-de-final.

## Fase de grupos

### Grupo A
| 2 de outubro                                                                                                   |         |                           |                                             |
| Uruguai | 27 – 15 | Espanha                   | Netherdale, Galashiels Árbitro: Chris White |
| Tries: Diego Ormaechea, Alfonso Cardoso, Juan Menchaca Con: Diego Aguirre, Federico Sciarra Pen: Diego Aguirre |         | Pen: Andrei Kovalenco (5) | Netherdale, Galashiels Árbitro: Chris White |

| 3 de outubro                                                                                    |         | |                                             |
| Escócia                                                                                         | 29 – 46 | África do Sul | Murrayfield, Edinburgh Árbitro: Colin Hawke |
| Tries: Martin Leslie, Alan Tait Con: Kenny Logan (2) Pen: Kenny Logan (4) Drop: Gregor Townsend |         | Tries: Ollie Le Roux, Deon Kayser, Jaco van der Westhuyzen, Robbie Fleck, André Venter, Brendan Venter Con: Jannie de Beer (5) Pen: Jannie de Beer (2) | Murrayfield, Edinburgh Árbitro: Colin Hawke |

| 8 de outubro |         |                                          |                                                  |
| Escócia | 43 – 12 | Uruguai                                  | Murrayfield, Edinburgh Árbitro: Stuart Dickinson |
| Tries: Robbie Russell, Gary Armstrong, Glenn Metcalfe, Martin Leslie, Gordon Simpson, Gregor Townsend Con: Kenny Logan (5) Pen: Kenny Logan |         | Pen: Diego Aguirre (3), Federico Sciarra | Murrayfield, Edinburgh Árbitro: Stuart Dickinson |

| 10 de outubro                                                                                              |        |                            |                                             |
| África do Sul                                                                                              | 47 – 3 | Espanha                    | Murrayfield, Edinburgh Árbitro: Paul Honiss |
| Tries: André Vos (2), Anton Leonard, Pieter Muller, Bob Skinstad, Werner Swanepoel Con: Jannie de Beer (6) |        | Pen: Ferran Velazco Querol | Murrayfield, Edinburgh Árbitro: Paul Honiss |

| 15 de outubro |        |                    |                                               |
| África do Sul | 39 – 3 | Uruguai            | Hampden Park, Glasgow Árbitro: Peter Marshall |
| Tries: Albert van den Bergh (2), Joost van der Westhuizen, Deon Kayser, Robbie Fleck Con: Jannie de Beer (4) Pen: Jannie de Beer (2) |        | Pen: Diego Aguirre | Hampden Park, Glasgow Árbitro: Peter Marshall |

| 16 de outubro |        |         |                                                |
| Escócia | 48 – 0 | Espanha | Murrayfield, Edinburgh Árbitro: Clayton Thomas |
| Tries: Cameron Mather (2), James McLaren, Shaun Longstaff, Duncan Hodge, Cameron Murray Con: Duncan Hodge (5) Pen: Duncan Hodge |        |         | Murrayfield, Edinburgh Árbitro: Clayton Thomas |

| Seleção       | Vitórias | Empates | Derrotas | Pontos a favor | Pontos contra | Pontos |
| ------------- | -------- | ------- | -------- | -------------- | ------------- | ------ |
| África do Sul | 3        | 0       | 0        | 132            | 35            | 6      |
| Escócia       | 2        | 0       | 1        | 120            | 58            | 4      |
| Uruguai       | 1        | 0       | 2        | 42             | 97            | 2      |
| Espanha       | 0        | 0       | 3        | 18             | 122           | 0      |

### Grupo B
| 2 de outubro |        |                                             |                                                          |
| Inglaterra | 67 – 7 | Itália                                      | Twickenham, London Público: 73,470 Árbitro: Andre Watson |
| Tries: Jonny Wilkinson, Richard Hill, Dan Luger, Neil Back, Phil de Glanville, Martin Corry, Matt Dawson, Matt Perry Con: Jonny Wilkinson Pen: Jonny Wilkinson |        | Tries: Diego Dominguez Con: Diego Dominguez | Twickenham, London Público: 73,470 Árbitro: Andre Watson |

| 3 de outubro |        |                         |                                                           |
| Nova Zelândia | 45 – 9 | Tonga                   | Ashton Gate, Bristol Público: 21,000 Árbitro: Derek Bevan |
| Tries: Jonah Lomu (2), Byron Kelleher, Norm Maxwell, Josh Kronfeld Con: Andrew Mehrtens (4) Pen: Andrew Mehrtens (4) |        | Pen: Siua Taumalolo (3) | Ashton Gate, Bristol Público: 21,000 Árbitro: Derek Bevan |

| 9 de outubro                                                           |         |                                                                                                  |                                                            |
| Inglaterra                                                             | 16 – 30 | Nova Zelândia                                                                                    | Twickenham, London Público: 74,600 Árbitro: Peter Marshall |
| Tries: Phil de Glanville Con: Jonny Wilkinson Pen: Jonny Wilkinson (3) |         | Tries: Byron Kelleher, Jeff Wilson, Jonah Lomu Con: Andrew Mehrtens (3) Pen: Andrew Mehrtens (3) | Twickenham, London Público: 74,600 Árbitro: Peter Marshall |

| 10 de outubro                                                            |         | |                                               |
| Itália                                                                   | 25 – 28 | Tonga | Welford Road, Leicester Árbitro: David McHugh |
| Tries: Alessandro Moscardi Con: Diego Dominguez Pen: Diego Dominguez (6) |         | Tries: Taunaholo Taufahema, 'Isileli Fatani, Sateki Tuipulotu Con: Sateki Tuipulotu (2) Pen: Sateki Tuipulotu (2) Drop: Sateki Tuipulotu | Welford Road, Leicester Árbitro: David McHugh |

| 14 de outubro |         |                      |                                                     |
| Nova Zelândia | 101 – 3 | Itália               | McAlpine Stadium, Huddersfield Árbitro: Jim Fleming |
| Tries: Jeff Wilson (3), Glen Osborne (2), Jonah Lomu (2), Taine Randell, Tony Brown, Christian Cullen, Mark Hammet, Daryl Gibson, Scott Robertson, Dylan Mika Con: Tony Brown (11) Pen: Tony Brown (3) |         | Pen: Diego Dominguez | McAlpine Stadium, Huddersfield Árbitro: Jim Fleming |

| 15 de outubro |          |                                                                  |                                                            |
| Inglaterra | 101 – 10 | Tonga                                                            | Twickenham, London Público: 72,485 Árbitro: Wayne Erickson |
| Tries: Jeremy Guscott (2), Phil Greening (2), Dan Luger (2), Austin Healey (2), Will Greenwood (2), Matt Dawson, Matt Perry, Richard Hill Con: Paul Grayson (12) Pen: Paul Grayson (4) |          | Tries: Tevita Tiueti Con: Sateki Tuipulotu Pen: Sateki Tuipulotu | Twickenham, London Público: 72,485 Árbitro: Wayne Erickson |

| Seleção       | Vitórias | Empates | Derrotas | Pontos a favor | Pontos contra | Pontos |
| ------------- | -------- | ------- | -------- | -------------- | ------------- | ------ |
| Nova Zelândia | 3        | 0       | 0        | 176            | 28            | 6      |
| Inglaterra    | 2        | 0       | 1        | 184            | 47            | 4      |
| Tonga         | 1        | 0       | 2        | 48             | 171           | 2      |
| Itália        | 0        | 0       | 3        | 35             | 196           | 0      |

### Grupo C
| 1 de outubro |         |                                                                                     |                                                         |
| Fiji | 67 – 18 | Namíbia                                                                             | Stade de la Méditerranée, Béziers Árbitro: David McHugh |
| Tries: Fero Lasagavibau (2), Setareki Tawake Naivaluwaqa, Jacob Raulini, Viliame Satala, Alifereti Mocelutu Vuivau, Greg Smith, Imanueli Tikomaimakogai, Emori Katalau Con: Waisale Serevi (8) Pen: Waisale Servei (2) |         | Tries: Mario Jacobs, Johannes Senekal Con: Leandre Van Dyk Pen: Leandre Van Dyk (2) | Stade de la Méditerranée, Béziers Árbitro: David McHugh |

| 2 de outubro |         |                                                                                        |                                                           |
| França | 33 – 20 | Canadá                                                                                 | Stade de la Méditerranée, Béziers Árbitro: Brian Campsall |
| Tries: Émile Ntamack, Stéphane Glas, Thomas Castaignède, Olivier Magne Con: Richard Dourthe (2) Pen: Richard Dourthe (3) |         | Tries: Morgan Williams (2) Con: Robert Ross, Gareth Rees Pen: Robert Ross, Gareth Rees | Stade de la Méditerranée, Béziers Árbitro: Brian Campsall |

| 8 de outubro |         |                                                                       |                                             |
| França | 47 – 13 | Namíbia                                                               | Parc Lescure, Bordeaux Árbitro: Chris White |
| Tries: Ugo Mola (3), Émile Ntamack, Richard Dourthe, Pierre Mignoni, Philippe Bernat-Salles Con: Richard Dourthe (4) Pen: Richard Dourthe (3) |         | Tries: Arthur Samuelson Con: Leandre van Dyk Pen: Leandre van Dyk (2) | Parc Lescure, Bordeaux Árbitro: Chris White |

| 9 de outubro |         |                                                                           |                                             |
| Fiji | 38 – 22 | Canadá                                                                    | Parc Lescure, Bordeaux Árbitro: Ed Morrison |
| Tries: Viliame Satala (2), Marika Vunibaka, Fero Lasagavibau Con: Nicky Little (3) Pen: Nicky Little (3) Drop: Nicky Little |         | Tries: Mike James Con: Gareth Rees Pen: Gareth Rees (4) Drop: Gareth Rees | Parc Lescure, Bordeaux Árbitro: Ed Morrison |

| 14 de outubro |         |                                               |                                        |
| Canadá | 72 – 11 | Namíbia                                       | Stade de Toulouse Árbitro: Andrew Cole |
| Tries: Winston Stanley (2), Rod Snow (2), Kyle Nichols (2), Al Charron, Robert Ross, Morgan Williams Con: Gareth Rees (9) Pen: Gareth Rees (3) |         | Tries: Quinton Hough Pen: Leandre van Dyk (2) | Stade de Toulouse Árbitro: Andrew Cole |

| 16 de outubro |         |                                                                 |                                          |
| França | 28 – 19 | Fiji                                                            | Stade de Toulouse Árbitro: Paddy O'Brien |
| Tries: Christophe Juillet, Christophe Dominici Con: Richard Dourthe (2) Pen: Richard Dourthe (2), Christophe Lamaison |         | Tries: Alfred Uluinayau Con: Nicky Little Pen: Nicky Little (4) | Stade de Toulouse Árbitro: Paddy O'Brien |

| Seleção | Vitórias | Empates | Derrotas | Pontos a favor | Pontos contra | Pontos |
| ------- | -------- | ------- | -------- | -------------- | ------------- | ------ |
| França  | 3        | 0       | 0        | 108            | 52            | 6      |
| Fiji    | 2        | 0       | 1        | 124            | 68            | 4      |
| Canadá  | 1        | 0       | 2        | 114            | 82            | 2      |
| Namíbia | 0        | 0       | 3        | 28             | 186           | 0      |

### Grupo D
| 1 de outubro                                                                  |         |                          |                                                    |
| País de Gales                                                                 | 23 – 18 | Argentina                | Millennium Stadium, Cardiff Árbitro: Paddy O'Brien |
| Tries: Colin Charvis, Mark Taylor Con: Neil Jenkins (2) Pen: Neil Jenkins (3) |         | Pen: Gonzalo Quesada (6) | Millennium Stadium, Cardiff Árbitro: Paddy O'Brien |

| 3 de outubro |        |                       |                                                 |
| Samoa | 43 – 9 | Japão                 | Racecourse Ground, Wrexham Árbitro: Andrew Cole |
| Tries: Brian Lima (2), Steven So'oialo (2), Silao Leaegailesolo Con: Silao Leaegailesolo (3) Pen: Silao Leaegailesolo (4) |        | Pen: Keiji Hirose (3) | Racecourse Ground, Wrexham Árbitro: Andrew Cole |

| 9 de outubro |         |                                                                             |                                                |
| País de Gales | 64 – 15 | Japão                                                                       | Millennium Stadium, Cardiff Árbitro: Joel Dume |
| Tries: Mark Taylor, (2) Robert Howley, Scott Gibbs, David Llewellyn, Gareth Thomas, Allan Bateman, Shane Howarth Con: Neil Jenkins (8) Con: Neil Jenkins |         | Tries: Patiliai Tuidraki, Daisuke Ohata Con: Keiji Hirose Pen: Keiji Hirose | Millennium Stadium, Cardiff Árbitro: Joel Dume |

| 10 de outubro                                                         |         |                                                                             |                                                |
| Argentina                                                             | 32 – 16 | Samoa                                                                       | Stradey Park, Llanelli Árbitro: Wayne Erickson |
| Tries: Alejandro Allub Pen: Gonzalo Quesada (8) Drop: Gonzalo Quesada |         | Tries: Peter Paramore Con: Silao Leaegailesolo Pen: Silao Leaegailesolo (3) | Stradey Park, Llanelli Árbitro: Wayne Erickson |

| 14 de outubro                                                    |         | |                                                  |
| País de Gales                                                    | 31 – 38 | Samoa | Millennium Stadium, Cardiff Árbitro: Ed Morrison |
| Tries: Gareth Thomas Con: Neil Jenkins (2) Pen: Neil Jenkins (4) |         | Tries: Stephen Bachop (2), Filiga Falaniko, Patrick Lam, Silao Leaegailesolo Con: Silao Leaegailesolo Pen: Silao Leaegailesolo | Millennium Stadium, Cardiff Árbitro: Ed Morrison |

| 16 de outubro                                                                        |         |                       |                                                       |
| Argentina                                                                            | 33 – 12 | Japão                 | Millennium Stadium, Cardiff Árbitro: Stuart Dickinson |
| Tries: Diego Albanese, Agustín Pichot Con: Felipe Contepomi Pen: Gonzalo Quesada (7) |         | Pen: Keiji Hirose (4) | Millennium Stadium, Cardiff Árbitro: Stuart Dickinson |

| Seleção       | Vitórias | Empates | Derrotas | Pontos a favor | Pontos contra | Pontos |
| ------------- | -------- | ------- | -------- | -------------- | ------------- | ------ |
| País de Gales | 2        | 0       | 1        | 118            | 71            | 4      |
| Samoa         | 2        | 0       | 1        | 97             | 72            | 4      |
| Argentina     | 2        | 0       | 1        | 83             | 51            | 4      |
| Japão         | 0        | 0       | 3        | 36             | 140           | 0      |

### Grupo E
| 2 de outubro |        |                                         |                                           |
| Irlanda | 53 – 8 | Estados Unidos                          | Lansdowne Road, Dublin Árbitro: Joel Dume |
| Tries: Keith Wood (4), Eric Elwood (2), Brian O'Driscoll, Justin Bishop Con: David Humphreys (4) Pen: David Humphreys (2) |        | Tries: Kevin Dalzell Pen: Kevin Dalzell | Lansdowne Road, Dublin Árbitro: Joel Dume |

| 3 de outubro |        |                     |                                         |
| Austrália | 57 – 9 | Romênia             | Ravenhill, Belfast Árbitro: Paul Honiss |
| Tries: Toutai Kefu (3), Joe Roff (2), Rod Kafer, Matthew Burke, Jason Little, Tim Horan Con: Matthew Burke (5), John Eales |        | Pen: Petre Mitu (3) | Ravenhill, Belfast Árbitro: Paul Honiss |

| 9 de outubro                                                                                |         |                                                                                                |                                              |
| Estados Unidos                                                                              | 25 – 27 | Romênia                                                                                        | Lansdowne Road, Dublin Árbitro: Jim Flemming |
| Tries: Kurt Shuman, Brian Hightower, Dan Lyle Con: Kevin Dalzell (2) Pen: Kevin Dalzell (2) |         | Tries: Adrian Petrache, Gheorghe Solomie, Tudor Constantin Con: Petre Mitu (2) Pen: Petre Mitu | Lansdowne Road, Dublin Árbitro: Jim Flemming |

| 10 de outubro        |        |                                                                                      |                                                |
| Irlanda              | 3 – 23 | Austrália                                                                            | Lansdowne Road, Dublin Árbitro: Clayton Thomas |
| Pen: David Humphreys |        | Tries: Ben Tune, Tim Horan Con: Matthew Burke (2) Pen: Matthew Burke (2), John Eales | Lansdowne Road, Dublin Árbitro: Clayton Thomas |

| 14 de outubro |       |                                                               |                                              |
| Austrália | 55–19 | Estados Unidos                                                | Thomond Park, Limerick Árbitro: Andre Watson |
| Tries: Scott Staniforth (2),Chris Latham, Chris Whitaker, Michael Foley, Matthew Burke, Stephen Larkham, Tiaan Straaus Con: Matthew Burke (5), Joe Roff Pen: Matthew Burke |       | Tries: Juan Grobler Con: Kevin Dalzell Pen: Kevin Dalzell (4) | Thomond Park, Limerick Árbitro: Andre Watson |

| 15 de outubro |         |                                         |                                                |
| Irlanda | 44 – 14 | Romênia                                 | Lansdowne Road, Dublin Árbitro: Brain Campsell |
| Tries: Conor O'Shea (2), Andrew Ward, Thomas Tierney, Dion O'Cuinnegain Con: Eric Elwood (5) Pen: Eric Elwood (2) Drop goals: Brian O'Driscoll |         | Tries: Daniel Sauan Pen: Petre Mitu (3) | Lansdowne Road, Dublin Árbitro: Brain Campsell |

| Seleção        | Vitórias | Empates | Derrotas | Pontos a favor | Pontos contra | Pontos |
| -------------- | -------- | ------- | -------- | -------------- | ------------- | ------ |
| Austrália      | 3        | 0       | 0        | 135            | 31            | 6      |
| Irlanda        | 2        | 0       | 1        | 100            | 45            | 4      |
| Romênia        | 1        | 0       | 2        | 50             | 126           | 2      |
| Estados Unidos | 0        | 0       | 3        | 52             | 135           | 0      |

## Repescagem
| 20 de outubro |         | |                                                            |
| Inglaterra | 45 – 24 | Fiji                                                                                                   | Twickenham, London Público: 75,000 Árbitro: Clayton Thomas |
| Tries: Dan Luger, Neil Back, Nick Beal, Phil Greening Con: Matt Dawson, Jonny Wilkinson Pen: Jonny Wilkinson (7) |         | Tries: Viliame Satala, Meli Nakauta, Imanueli Tikomaimakogai Con: Nicky Little (3) Pen: Waisale Serevi | Twickenham, London Público: 75,000 Árbitro: Clayton Thomas |

| 20 de outubro                                                                                   |         |                                                                                          |                                                              |
| Escócia                                                                                         | 35 – 20 | Samoa                                                                                    | Murrayfield, Edinburgh Público: 67,000 Árbitro: David McHugh |
| Tries: Cameron Murray, Martin Leslie Con: Kenny Logan Pen: Kenny Logan (5) Drop:Gregor Townsend |         | Tries: Brian Lima, Semo Sititi Con: Silao Leaegailesolo (2) Pen: Silao Leaegailesolo (2) | Murrayfield, Edinburgh Público: 67,000 Árbitro: David McHugh |

| 20 de outubro                                  |         |                                                                     |                                                                      |
| Irlanda                                        | 24 – 28 | Argentina                                                           | Stade Félix Bollaert, Lens Público: 41,320 Árbitro: Stuart Dickinson |
| Pen: David Humphreys (7) Drop: David Humphreys |         | Tries: Diego Albanese Con: Gonzalo Quesada Pen: Gonzalo Quesada (7) | Stade Félix Bollaert, Lens Público: 41,320 Árbitro: Stuart Dickinson |

## Fase final
|  | Quartas de final                               | Quartas de final                            |                                             |               | Semifinais     | Semifinais     |  |  | Final                                      | Final |
|  |                                                |                                             |                                             |               |                |                |  |  |                                            |       |
|  | 24 de outubro - Stade de France, Saint-Denis   |                                             |                                             |               |                |                |  |  |                                            |       |
|  |                                                |                                             |                                             |               |                |                |  |  |                                            |       |
|  | África do Sul                                  | 44                                          |                                             |               |                |                |  |  |                                            |       |
|  | África do Sul                                  | 44                                          | 30 de outubro - Twickenham Stadium, Londres |               |                |                |  |  |                                            |       |
|  | Inglaterra                                     | 21                                          |                                             |               |                |                |  |  |                                            |       |
|  | Inglaterra                                     | 21                                          | África do Sul                               | 21            |                |                |  |  |                                            |       |
|  | 23 de outubro - Millenium Stadium, Cardiff     |                                             | África do Sul                               | 21            |                |                |  |  |                                            |       |
|  |                                                | Austrália                                   | 27                                          |               |                |                |  |  |                                            |       |
|  | Austrália                                      | Austrália                                   | 27                                          | 24            |                |                |  |  |                                            |       |
|  | Austrália                                      |                                             | 6 de novembro - Millenium Stadium, Cardiff  | 24            |                |                |  |  |                                            |       |
|  | País de Gales                                  | 9                                           |                                             |               |                |                |  |  |                                            |       |
|  | País de Gales                                  | 9                                           | Austrália                                   | 35            |                |                |  |  |                                            |       |
|  | 24 de outubro - Murrayfield Stadium, Edimburgo |                                             | Austrália                                   | 35            |                |                |  |  |                                            |       |
|  |                                                | França                                      | 12                                          |               |                |                |  |  |                                            |       |
|  | Nova Zelândia                                  | França                                      | 12                                          | 30            |                |                |  |  |                                            |       |
|  | Nova Zelândia                                  | 31 de outubro - Twickenham Stadium, Londres |                                             | 30            |                |                |  |  |                                            |       |
|  | Escócia                                        | 18                                          |                                             |               |                |                |  |  |                                            |       |
|  | Escócia                                        | 18                                          | Nova Zelândia                               | 31            | Terceiro lugar | Terceiro lugar |  |  |                                            |       |
|  | 24 de outubro - Landsdowne Road, Dublin        |                                             | Nova Zelândia                               | 31            | Terceiro lugar | Terceiro lugar |  |  |                                            |       |
|  |                                                | França                                      | 43                                          |               |                |                |  |  |                                            |       |
|  | França                                         | França                                      | 43                                          | 47            | África do Sul  | 22             |  |  |                                            |       |
|  | França                                         |                                             |                                             | 47            | África do Sul  | 22             |  |  |                                            |       |
|  | Argentina                                      | 26                                          |                                             | Nova Zelândia | 18             |                |  |  |                                            |       |
|  | Argentina                                      | 26                                          |                                             |               | 18             |                |  |  |                                            |       |
|  |                                                |                                             |                                             |               |                |                |  |  | 4 de novembro - Millenium Stadium, Cardiff |       |
|  |                                                |                                             |                                             |               |                |                |  |  |                                            |       |

### Quartas de final
| 23 de outubro          |        |                                                                              |                                                                  |
| País de Gales          | 9 – 24 | Austrália                                                                    | Millennium Stadium, Cardiff Público: 74,499 Árbitro: Colin Hawke |
| Pens: Neil Jenkins (3) |        | Tries: George Gregan (2), Ben Tune Con: Matthew Burke (3) Pen: Matthew Burke | Millennium Stadium, Cardiff Público: 74,499 Árbitro: Colin Hawke |

| 24 de outubro |         |                                        |                                                              |
| África do Sul | 44 – 21 | Inglaterra                             | Stade de France, Paris Público: 80,000 Árbitro: Jim Flemming |
| Tries: Joost van der Westhuizen, Pieter Rossouw Con: Jannie de Beer (2) Pen: Jannie de Beer (5) Drop: Jannie de Beer (5) |         | Pen: Paul Grayson (6), Jonny Wilkinson | Stade de France, Paris Público: 80,000 Árbitro: Jim Flemming |

| 24 de outubro                                                                                   |         |                                                                                               |                                                             |
| Nova Zelândia                                                                                   | 30 – 18 | Escócia                                                                                       | Murrayfield, Edinburgh Público: 67,529 Árbitro: Ed Morrison |
| Tries: Tana Umaga (2) Jeff Wilson, Jonah Lomu Con: Andrew Mehrtens (2) Pen: Andrew Mehrtens (2) |         | Tries: Cameron Murray, Budge Pountney Con: Kenny Logan Pen: Kenny Logan Drop: Gregor Townsend | Murrayfield, Edinburgh Público: 67,529 Árbitro: Ed Morrison |

| 24 de outubro |         | |                                                             |
| França | 47 – 26 | Argentina                                                                                                  | Lansdowne Road, Dublin Público: 50,000 Árbitro: Derek Bevan |
| Tries: Xavier Garbajosa (2), Philippe Bernat-Salles (2), Emile Ntamack Con: Christophe Lamaison (5) Pen: Christophe Lamaison (4) |         | Tries: Agustin Pichot, Lisandro Arbizu Con: Gonzalo Quesada (2) Pen: Gonzalo Quesada (3), Felipe Contepomi | Lansdowne Road, Dublin Público: 50,000 Árbitro: Derek Bevan |

### Semifinais
| 30 de outubro                                |                       |                                              |                                                         |
| África do Sul                                | 21 – 27 (prorrogação) | Austrália                                    | Twickenham, London Público: 75,000 Árbitro: Derek Bevan |
| Pen: Jannie de Beer (6) Drop: Jannie de Beer |                       | Pen: Matthew Burke (8) Drop: Stephen Larkham | Twickenham, London Público: 75,000 Árbitro: Derek Bevan |

| 31 de outubro                                                                        |         | |                                                          |
| Nova Zelândia                                                                        | 31 – 43 | França | Twickenham, London Público: 75,000 Árbitro: Jim Flemming |
| Tries: Jonah Lomu (2), Jeff Wilson Con: Andrew Mehrtens (2) Pen: Andrew Mehrtens (4) |         | Tries:Christophe Lamaison, Christophe Dominici, Richard Dourthe, Philippe Bernat-Salles Con: Christophe Lamaison (4) Pen: Christophe Lamaison (3) Drop: Christophe Lamaison (2) | Twickenham, London Público: 75,000 Árbitro: Jim Flemming |

### Decisão terceiro lugar
| 4 de novembro                                                                                      |         |                          |                                                                     |
| África do Sul                                                                                      | 22 – 18 | Nova Zelândia            | Millennium Stadium, Cardiff Público: 74,500 Árbitro: Peter Marshall |
| Tries: Breyton Paulse Con: Henry Honiball Pen: Henry Honiball (3) Drop goals: Percy Montgomery (2) |         | Pen: Andrew Mehrtens (6) | Millennium Stadium, Cardiff Público: 74,500 Árbitro: Peter Marshall |

### Final
| 6 de novembro                                  |         |                              |                                                                   |
| Austrália                                      | 35 – 12 | França                       | Millennium Stadium, Cardiff Público: 74,500 Árbitro: André Watson |
| Try: TuneFinegan Con: Burke (2) Pen: Burke (7) |         | Pen: Christophe Lamaison (4) | Millennium Stadium, Cardiff Público: 74,500 Árbitro: André Watson |

## Campeã
| Copa do Mundo de Rugby Union de 1999 |
| ------------------------------------ |
| Austrália (2º título)                |

## Direitos de transmissão

### No Brasil
Todos os jogos da Copa do Mundo de Rugby Union do mesmo ano foram transmitidos ao vivo na ESPN Brasil e na PSN Brasil com exclusividade na televisão por assinatura. 

## Estatísticas

### Times
- Maior número de pontos:  Nova Zelândia (255)
- Maior número de Tries:  Nova Zelândia (29)
- Maior número de conversões:  Nova Zelândia (22)
- Maior número de penalidades:  Argentina (32)
- Maior número de Drop Goals:  África do Sul (8)
- Maior número de cartões amarelos: nenhum
- Maior número de cartões vermelhos:  África do Sul,  Canadá,  Fiji e  Tonga (1)

### Jogadores
- Maior número de pontos:  Gonzalo Quesada (102)
- Maior número de Tries:  Jonah Lomu (8)
- Maior número de conversões:  Matt Burke,  Jannie de Beer (17)
- Maior número de penalidades:  Gonzalo Quesada (31)
- Maior número de Drop Goals:  Jannie de Beer (6)
- Maior número de cartões amarelos: nenhum
- Maior número de cartões vermelhos:  Brendan Venter,  Dan Baugh,  Marika Vunibaka e  Ngalu Taufo'ou (1)